# Irati (fiume)
L'Irati è un fiume della Spagna, affluente di destra dell'Aragón (fiume), in cui confluisce presso Sangüesa in Navarra. Nasce dalla foresta di Irati, e alimenta il bacino di ritenzione di Itoiz.

## Geografia

### Corso del fiume
Il fiume nasce dalla confluenza dei fiumi Urtxuria e Urbeltza (rispettivamente "acqua bianca" e "acqua nera" in basco) all'interno della foresta di Irati. Scendendo da nord, il prima affluente è l'Iratiko, che nasce in Francia. Successivamente è sbarrato presso Irabia, formando il lago di Irabia, costruito nel 1921. Nel lago confluiscono anche le acque dell'Urrio.
Dopo aver attraversato Aezkoa e Oroz-Betelu, le acque sono ulteriormente sbarrate nel lago di Itoiz, dove confluiscono l'Urrobi e l'Erro. Successivamente confluiscono l'Areta e il Salazar prima di entrare nelle gole della Foz de Lumbier. 

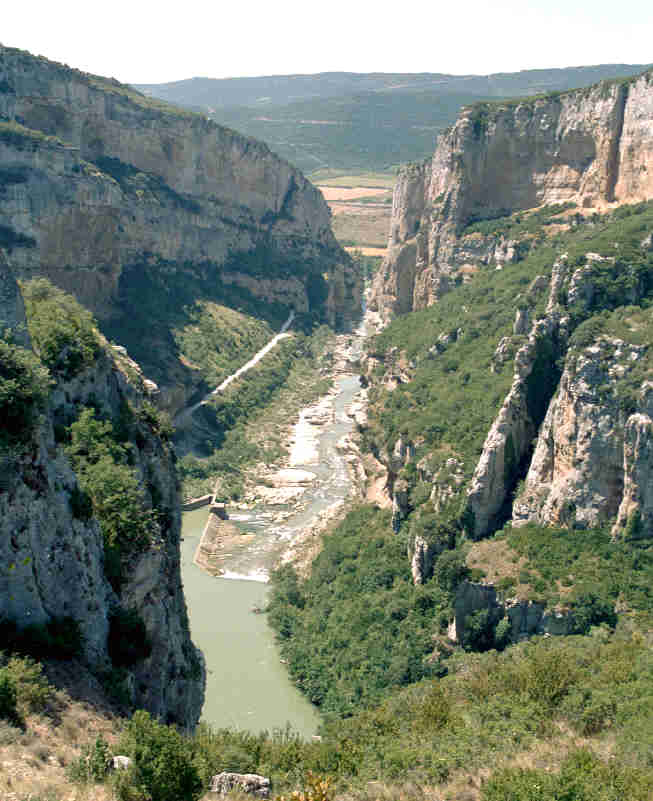
Le impressionanti gole della Foz de Lumbier

Finalmente, dopo 88 km, confluisce nel fiume Aragón. Insieme all'Arga, è uno dei fiumi con maggiore portata in Navarra.

## Utilizzi
La ricchezza e la buona conservazione delle acque, insieme alla vegetazione delle rive e l'ittiofauna fanno sì che il fiume sia molto frequentato da chi pratica la pesca sportiva. Il fiume è dichiarato sito di interesse comunitario.
L'Irati è uno dei fiumi più sfruttati per la produzione di energia idroelettrica, soprattutto a partire dalla costituzione della Irati S.A nel 1911, che chiamò con lo stesso nome la linea ferroviaria che univa Pamplona a Sangüesa. A quell'epoca risale la diga di Irabia, ingrandita più di cinque volte per garantire portata sufficiente per trasportare legname alla segheria di Ekai.
Lungo il corso dell'Irati si trovano tuttora molte tuberie, salti, canali e centrali.